# Campionato mondiale di trial 2007
Il mondiale di trial 2007 si è svolto, come sempre, su una singola categoria di cilindrata, senza limitazione (il mondiale 125 viene considerato un campionato minore).
I campionati tuttavia risultano 2, uno outdoor, ossia il classico mondiale all'aperto e uno indoor, corso principalmente in inverno in palazzetti o piazzali dove gli ostacoli la superare sono dei manufatti costruiti dall'uomo come blocchi di cemento, gomme di escavatrici, cassoni, tubature in cemento, ecc.
Il mondiale di trial viene spesso indicato con la sigla WCT, World Championship of Trial.

## Mondiale Outdoor
Il mondiale Outdoor, così come quello Indoor mesi prima, è stato dominato dall'astro nascente del trial Toni Bou che, in sella alla sua Montesa Cota 4RT ha sbaragliato tutti gli avversari, lasciando loro solo poche briciole.
Lo spagnolo ha vinto il titolo con 1 GP d'anticipo (in teoria 2, però il GP del Belgio è stato annullato) con 8 vittorie su 10 e 2 secondi posti, entrambe le volte in cui è salito sulla piazza d'onore, ha dovuto cedere il gradino più alto del podio all'ex campione in carica, ossia il suo connazionale Adam Raga.
Toni Bou è il primo pilota a vincere un mondiale con una moto 4T da quando il belga Eddy Lejeune nel 1984 vinse il suo terzo e ultimo mondiale in sella ad una Honda quattro tempi.
La certezza matematica del titolo per Bou è arrivata dopo il GP ad Hawkstone Park quando è stato comunicato l'annullamento di quello che avrebbe dovuto essere l'ultimo GP dell'anno, che avrebbe dovuto svolgersi in Belgio a Spa-Francorchamps il 22 settembre.
A quel punto il vantaggio di Bou sul campione uscente e suo più stretto inseguitore Raga era di 20 punti, accumulabili solamente con una vittoria, che appunto, assegna 20 punti.
Anche a fronte di una vittoria di Raga e di una debacle totale di Bou, il pilota della Montesa si sarebbe aggiudicato il titolo grazie alle 9 vittorie già ottenute fin lì contro le virtuali 3 del pilota della GasGas.

### Gran Premi del 2007
|   | Nome                              | Paese           | Località            | Data         |
| 1 | Gran Premio di Spagna             | Spagna          | Mancha Real         | 2 aprile     |
| 2 | Gran Premio del Guatemala         | Guatemala       | La Antigua          | 21/22 aprile |
| 3 | Gran Premio di Francia            | Francia         | Boade-Senez         | 27 maggio    |
| 4 | Gran Premio del Giappone          | Giappone        | Motegi              | 02/3 giugno  |
| 5 | Gran Premio d'Italia              | Italia          | Erba                | 1º luglio    |
| 6 | Gran Premio di Polonia            | Polonia         | Myślenice           | 8 luglio     |
| 7 | Gran Premio della Repubblica Ceca | Repubblica Ceca | Kramolín            | 15 luglio    |
| 8 | Gran Premio del Regno Unito       | Regno Unito     | Hawkstone Park      | 29 luglio    |
| 9 | Gran Premio di Andorra            | Andorra         | Sant Julia De Loria | 2 settembre  |

### Piloti iscritti al Mondiale nel 2007
|   | Pilota            | Costruttore | Moto        | Cilindrata | Motore |
| - | ----------------- | ----------- | ----------- | ---------- | ------ |
| 1 | Adam Raga         | GasGas      | TXT Pro 300 | 294 cc     | 2T     |
| 2 | Takahisa Fujinami | Montesa     | Cota 4RT    | 249 cc     | 4T     |
| 3 | Albert Cabestany  | Sherco      | Trial 2.9   | 272 cc     | 2T     |
| 4 | Dougie Lampkin    | Montesa     | Cota 4RT    | 249 cc     | 4T     |
| 5 | Antonio Bou       | Montesa     | Cota 4RT    | 249 cc     | 4T     |
| 6 | Jeroni Fajardo    | Beta        | Rev 3 270   | 274,5 cc   | 2T     |

### Classifica finale piloti
| Pos | Pilota            | Moto    | ESP | GUA | GUA | FRA | JPN | JPN | ITA | POL | CZE | GBR | AND | Punti |
| --- | ----------------- | ------- | --- | --- | --- | --- | --- | --- | --- | --- | --- | --- | --- | ----- |
| 1   | Toni Bou          | Montesa | 1   | 1   | 1   | 1   | 1   | 2   | 1   | 1   | 2   | 1   | 1   | 214   |
| 2   | Adam Raga         | GasGas  | 2   | 3   | 2   | 2   | 2   | 1   | 2   | 2   | 1   | 2   | 2   | 191   |
| 3   | Takahisa Fujinami | Montesa | 4   | 2   | 3   | 4   | 3   | 3   | 3   | 4   | 4   | 3   | 5   | 155   |
| 4   | Albert Cabestany  | Sherco  | 5   | 5   | 7   | 5   | 4   | 4   | 5   | 3   | 3   | 4   | 4   | 135   |
| 5   | Dougie Lampkin    | Montesa | 3   | 4   | 4   | 3   | 6   | 7   | 4   | 5   | 7   | 5   | 3   | 134   |
| Pos | Pilota            | Moto    | ESP | GUA | GUA | FRA | JPN | JPN | ITA | POL | CZE | GBR | AND | Punti |

### Classifica finale costruttori
| Pos | Moto    | Nazionalità | ESP | GUA | GUA | FRA | JPN | JPN | ITA | POL | CZE | GBR | AND | Punti |
| --- | ------- | ----------- | --- | --- | --- | --- | --- | --- | --- | --- | --- | --- | --- | ----- |
| 1   | Montesa | Spagna      | 35  | 37  | 35  | 35  | 35  | 32  | 35  | 33  | 30  | 35  | 35  | 377   |
| 2   | GasGas  | Spagna      | 22  | 18  | 23  | 17  | 17  | 20  | 17  | 17  | 20  | 22  | 17  | 210   |
| 3   | Sherco  | Spagna      | 14  | 18  | 14  | 18  | 17  | 16  | 18  | 21  | 22  | 21  | 15  | 194   |
| 4   | Beta    | Italia      | 16  | 14  | 15  | 14  | 14  | 16  | 13  | 13  | 13  | 15  | 17  | 160   |
| 5   | Scorpa  | Francia     | 8   | 10  | 13  | 8   | 5   | 6   | 13  | 10  | 8   | 10  | 9   | 100   |
| 6   | Yamaha  | Giappone    |     |     |     |     | 13  | 14  |     |     |     |     |     | 27    |
| 7   | Honda   | Giappone    |     |     |     |     | 8   | 7   |     |     |     |     |     | 15    |
| Pos | Pilota  | Moto        | ESP | GUA | GUA | FRA | JPN | JPN | ITA | POL | CZE | GBR | AND | Punti |

### Legenda
| Pos   | 1  | 2  | 3  | 4  | 5  | 6  | 7 | 8 | 9 | 10 | 11 | 12 | 13 | 14 | 15 |
| Punti | 20 | 17 | 15 | 13 | 11 | 10 | 9 | 8 | 7 | 6  | 5  | 4  | 3  | 2  | 1  |